# Anisodes rudis
Anisodes rudis là một loài bướm đêm trong họ Geometridae.